# Christian Geill
Peter Christian Frederik Geill, född 19 juni 1860 i Kolding, död 3 april 1938, var en dansk psykiater.
Geill blev cand. med. 1885, gjorde den sedvanliga hospitalstjänstgöringen och var förste underläkare vid Blegdams Hospital 1887-1889. Han blev medicine doktor 1887 på avhandlingen Den akute Karbolsyreforgiftning och reste därefter utomlands för att studera kurorter för lungsjuka. Efter hemkomsten tjänstgjorde han på sinnessjukanstalterna vid Vordingborg och Århus 1889-1890, var förste underläkare på sistnämnda plats 1890-98 och var en tid tillförordnad överläkare där. Han studerade därefter rättsmedicin i Wien 1897, blev fängelseläkare i Köpenhamn 1898 och var överläkare på sinnessjukanstalten i Viborg 1901-1927.
Han var medlem av kommissionerna angående anordnandet av vårdplatser for sinnessjuka och angående bespisningen i landets arrester. Han var en ivrig nykterhetsman och medlem av nykterhetskommissionen 1903, dessutom av strafflagskommissionen 1906 och av rättsläkarrådet 1909-1929. Han tillhörde Viborgs stadsfullmäktige 1906-1921 och var folkvald borgmästare 1919-1921. Han var korresponderande ledamot av Gesellschaft der Ärzte i Wien. Han var medredaktör för Die Alkoholfrage och av Archives internationales de Médecine legale.